# Angeli Vanlaanen
Angeli Vanlaanen, née le 24 octobre 1985 à Bellingham, dans le Washington, est une skieuse acrobatique américaine spécialiste du half-pipe. 

## Biographie
Elle se classe onzième du premier concours olympique de half-pipe en 2014.
En Coupe du monde, elle compte deux podiums, une victoire en janvier 2009 à Park City et une deuxième place à Cardrona en août 2013.
En 2009, elle est victime de la maladie de Lyme et met trois ans à s'y remettre.

## Palmarès

### Jeux olympiques
| Édition/Discipline | Half-pipe |
| JO 2014 (Sotchi )  | 11e       |

### Championnats du monde
| Édition/Discipline    | Half-pipe |
| Mondiaux 2013 (Oslo ) | 6e        |

### Coupe du monde
- Meilleur classement général : 28e en 2014.
- Meilleur classement en half-pipe : 5e en 2009 et 2014.
- 2 podiums dont 1 victoire.

#### Détails des victoires
| Édition / Épreuve | Half-pipe |
| 2009              | Park City |